# Grass Eyot
Grass Eyot ist eine Insel in der Themse in England, flussaufwärts der Maidenhead Bridge und dem Bray Lock, bei Maidenhead, Berkshire.
Entgegen ihrem Namen ist die Insel mit Bäumen bewachsen. Es gibt eine sehr kleine Insel zwischen ihr und dem flussabwärts gelegenen Bridge Eyot.